# A Dot of Black in the Blue of Your Bliss
A Dot of Black in the Blue of Your Bliss è un album di Magne Furuholmen.

## Il disco
L'album è stato registrato nel 2007 e vede, come per il precedente (Past Perfect Future Tense del 2004), la collaborazione di Guy Berryman dei Coldplay. Questo album viene realizzato inizialmente (a febbraio 2008)in edizione limitata con una tiratura di sole 300 copie.
Ogni copia ha copertina personalizzata poiché pitturata a mano a gennaio 2008 dall'artista e comprende: vinile di alta qualità, CD con gli stessi brani del vinile ed un video nel quale si può vedere come le copie sono state dipinte e la presentazione al premio nobel Al Gore dell'opera "Climax" realizzata in occasione della premiazione dei nobel del 2008 da Magne Furuholmen stesso. 
I sei brani contenuti in questo album sono anche stati messi dall'artista a disposizione come download gratuito sulla sua pagina ufficiale di MySpace.
Il 19 maggio 2008 l'album viene pubblicato su regolare CD nel Regno Unito ed il 26 dello stesso mese in Norvegia. Le tracce sono anche disponibili internazionalmente come download digitali ed acquistabili attraverso i negozi preposti.

## Tracce

### Edizione Limitata
1. A Dot of Black in the Blue of Your Bliss
2. The Longest Night
3. Time & Place
4. Came Back
5. Running Out of Reasons
6. More Than Good Enough

### Edizione Ufficiale
1. Intro
2. A Dot of Black in the Blue of Your Bliss
3. Came Back
4. The Longest Night
5. Time & Place
6. Running Out of Reasons
7. Forgotten Not Forgiven
8. More Than Good Enough
9. Too Far Too Fast
10. Watch This Space + Hidden Track

## Formazione
- Magne Furuholmen - pianoforte, tastiera, chitarra, voce
- Guy Berryman - basso
- Jonny Sjo - basso